# Chromodoris annae
Espèce
Chromodoris annae est une espèce de nudibranche du genre Chromodoris.

## Distribution
Cette espèce se rencontre dans la zone centrale de la région Indo-Pacifique.

## Habitat
Son habitat est la zone récifale externe sur les sommets ou sur les pentes jusqu'à la zone des 20 m de profondeur.

## Description

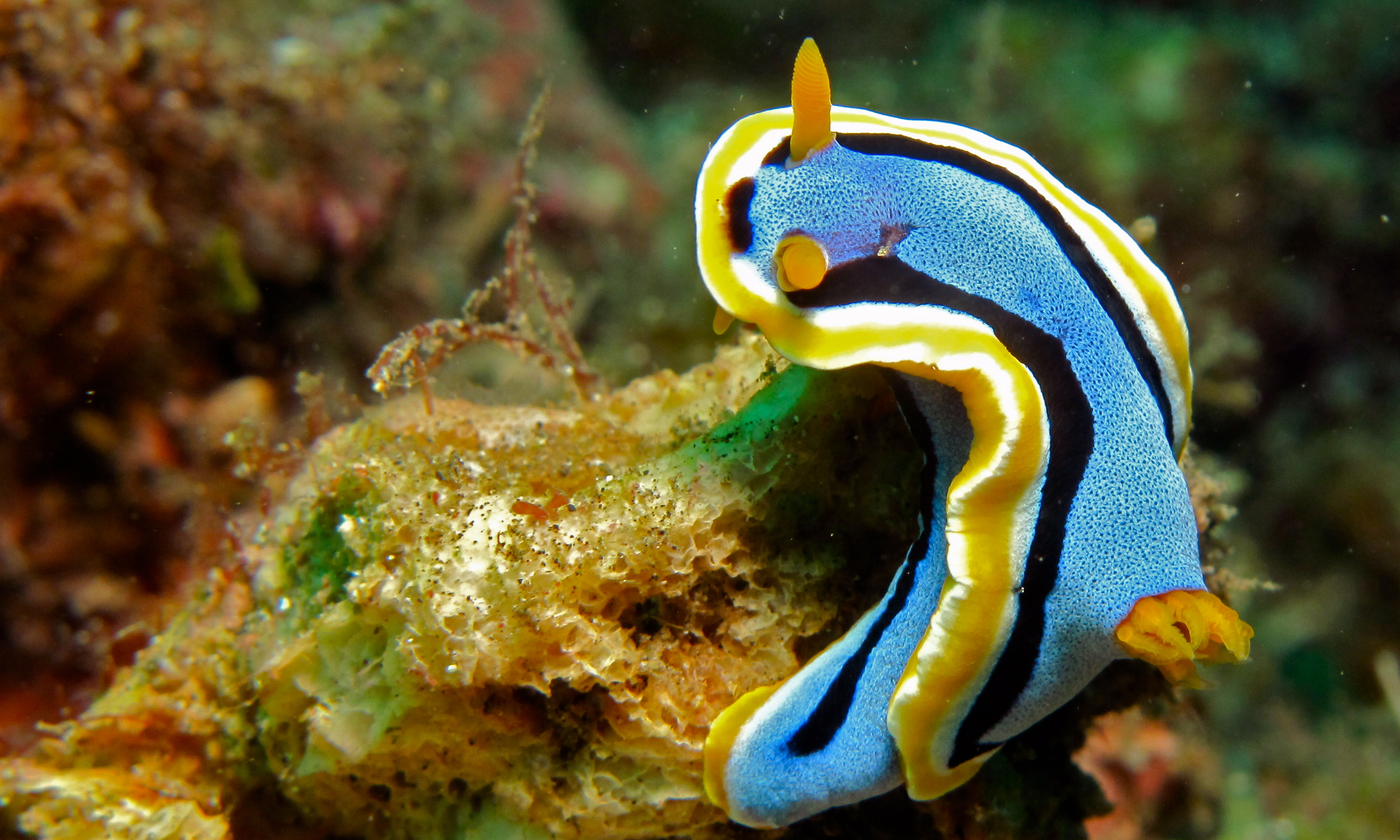
Chromodoris annae (Sulawesi, Indonésie).

Cette espèce peut mesurer plus de 5 cm. 
Le corps est plutôt allongé avec un pied distinct du dessus du corps marqué par une "jupe" qui cache partiellement le pied. Les rhinophores lamellés et le bouquet branchial sont orange à jaunes et sont rétractiles.
La teinte de fond est dans les tons bleus, l'intensité de ce dernier variant du bleu-gris au bleu intense, légèrement moucheté de points noirs. 
La face dorsale bleu est bordée d'un  trait noir qui peut être discontinu selon les individus. Un tiret noir sépare les rhinophores, ce cernier constitue un des éléments distinctifs des autres espèces quadricolores semblables (Chromodoris elisabethina et Chromodoris westraliensis).
La marge de la jupe et du pied sont bordés d'un trait blanc avec un liseré jaune ou orange dont la largeur et l'intensité, voire la présence de ce liseré, varient d'un individu à l'autre.
Le pied est aussi marqué par un trait noir.

## Éthologie
Ce Chromodoris est benthique et diurne, se déplace à vue sans crainte d'être pris pour une proie de par la présence de glandes défensives réparties dans les tissus du corps.

## Alimentation
Chromodoris annae se nourrit principalement d'éponges avec une préférence pour celles de la famille des Darwinellidae.

## Systématique
L'espèce Chromodoris annae a été décrite par le zoologiste danois Rudolph Bergh en 1877.

### Publication originale
- (de) Bergh L. S. R. 1877. Malacologische Untersuchungen. In: Reisen im Archipel der Philippinen von Dr. Carl Gottfried Semper. Zweiter Theil. Wissenschaftliche Resultate. Band 2, Theil 2, Heft 11, p. 429-494, pls. 54-57. (Chrom. Annae p. 473).